# Успение Богородично (Плоски)
Вижте пояснителната страница за други значения на Успение Богородично.
„Успение Богородично“ е църква в светиврачкото село Плоски, България, част от Неврокопската епархия на Българската православна църква. Обявена е за паметник на културата.

## История
Църквата е гробищен храм и е построена през 1856 година на възвишение на километър североизточно от селото.

## Архитектура
В архитектурно отношение представлява трикорабна едноапсидна псевдобазилика с женска църква на запад и с голям трем. В интериора олтарът е изписан от П. Божинов. На годишния празник на храма – Голяма Богородица на 15 август е селският събор.